# 袁家镛
袁家镛（1905年8月28日—1991年1月16日），原名袁家镛，化名宋三、张文清、严英，四川资阳人，中国共产党早期高级领导干部。

## 生平
父亲袁珍全为私塾教师。家境贫寒。小学未读完，考入成都的省立第一师范免费就学，毕业后适逢“五四”运动，逐渐接受新思想。得助学津贴，1923年8月考入南京国立东南大学入读竺可桢的地学系。1924年初，东大等校学生代表在东大梅庵成立“南京社会科学研究会”，宗旨是组织青年学习马克思学说，袁孟超都积极参加。1924年3月南京团地委同南京国民党支部合办《南京评论》，宛希俨任刊物发行人，袁孟超是撰稿人。不久，袁孟超参加了中国社会主义青年团。积极参加并领导了南京学生声援“五卅运动”，经乔心泉、曹壮父介绍加入了中国共产党。1926年8月从东南大学毕业。1926年9月党组织派其到徐州任省立第十中学的史地教员，同时任徐州火车站铁路工人党支部辅导员，为北伐准备条件。1926年12月江苏省委书记罗亦农命袁孟超去武汉向军委报到，被分配到国民革命军第十一军70团任政治辅导员。1927年五一节前夕，调任第36军第二师政治部秘书兼宣传科长代主任。
1927年9月，中共中央令袁孟超撤出部队，由武昌集中上海为三人领导小组成员，率领160余名党团员组成赴苏代表团，于1927年10月抵达莫斯科中山大学第三期就读，兼任一年级英语班支部书记因而名列二十八个半布尔什维克。1929年秋毕业。1929年10月在伯力远东的中共中央代表黄平把袁孟超等人分配到苏联红军阿穆尔河区舰队陆战队任政工干部。奉调参加红河游击队，刘伯承任大队长，黄平任党代表，袁孟超任党委书记。又奉调海参崴中国苏兆征党校任党委委员兼政治课教员。1931年12月调远东边疆区共产主义大学中国部主任兼政治经济学和高级班的《资本论》教师，同时翻译俄文版的《资本论》第一卷，兼任中文报纸《工人之路》党的建设栏目主编。1932年8月调莫斯科参加赤色职工国际为中共主办的“工会工作进修班”，任班长，参加学习的有林伯渠、吴玉章、盛忠亮等。
1933年1月回国。1933年5月上海中央局任命袁孟超为江苏省委书记，除负责全面工作外，还负责沪东区、沪西区委。1933年11月23日，中共上海中央局检查江苏党的工作，认为江苏省委工作中有官僚主义错误，袁孟超“领导不力”，决定改组江苏省委，由孔二(化名孟庆发、孟庆祥、赵霖、赵林、赵英，天津裕华纱厂工人)接任省委书记。1934年改任全总白区执行局党团书记兼秘书长，小姚（饶漱石）任主席。1934年6月25日，上海中央局副书记盛忠亮通知袁孟超：江苏省委得到一个情报，无锡出现一支游击队，派袁孟超去康脑脱路853号成衣店的二楼的江苏临时省委代理书记赵立人（原名赵耀珊，又名赵跃珊、赵立人、赵立容、老韩、郑玉龙、黑大汉，安徽人）家取情报。当晚袁孟超找到黑大汉家，对方说：确实有这个情报，但情报在省委组织部长老徐（即徐生、内奸）手里，要袁孟超第二天再来取。1934年6月26日晚18时工部局警察在黑大汉家逮捕了黑大汉与张文清（袁孟超），当晚又逮捕了上海中央局书记李竹声（余淇全）等20多人。。中统的许多变节者都认识袁孟超，也知道袁孟超就是袁家镛，但袁孟超坚持自己叫张文清。后来中统就不在名字上计较了。中统的徐恩曾、季源溥，变节的黑大汉、苏成德、汪浩等都劝降过。但仍在看守所、法庭上坚不吐实。1934年11月由曾扩情保释出狱，留在中统总部训练股被管制，改名严英，任俄文翻译、编译股长，翻译苏联报刊文章。从卜世畸编的《动力》月刊上，发现《袁家镛的自首宣言》一文，袁孟超非常气愤，责问卜世畸、苏成德。苏成德说：“你不肯写，只好请他人代笔，要不你是不可能出来这么快的。”“反正你已经到这里来了，还说什么？”
1936年11月16日创刊《世界文化》任主编，1937年6月1日终刊共出版两卷14期。就办刊方针中统局训练股长王杰夫召开辩论会，刘不同等5人向袁孟超质问；袁孟超回答在日本步步蚕食灭亡中国面前，难道我们还有力量又反日又反苏吗？《世界文化》被日本《昭和年鉴》列为反日刊物，引起了日本的外交干涉，经国民党中央宣传部部长邵力子授意而停刊。
1937年8月邵力子以“中苏文化协会”名义，邀袁孟超接替卜道明主编《中苏文化》杂志（1936年5月15日创刊）。得到苏联大使馆、苏联对外友协代表罗曼诺夫的赞助和支援。杂志社的经费一半以上都是苏联对外文化友好协会供给。1938年叶剑英曾邀请袁孟超去傅厚岗的八路军驻武汉办事处，给以很大鼓舞和帮助，又得到郭沫若主持的军事委员会政治部第三厅的阳翰笙、尹伯休的帮助。1938年秋在重庆七星岗张家花园的郭沫若家见到了周恩来，袁孟超向周恩来汇报了《中苏文化》，特别是出版的《前线增刊》是发给抗战士兵的读物。周恩来告诉袁孟超“做好统战工作”。1939年后，袁孟超经常与重庆《新华日报》来往，邀他们参加中苏文化座谈会。全国著名民主人士侯外庐、老舍、王昆仑、曹靖华、欧阳山、邵力子都在《中苏文化》杂志上发表过文章。1939年春，袁孟超在重庆盛忠亮家与王芃生相识，王芃生聘请袁孟超去国民政府军事委员会国际问题研究所做国际外交的研究工作。周恩来评价过：“袁孟超还算不错，被捕后还没有出卖组织。”叶剑英也说：“此人原系党员脱党了，去找过他们，文章可用，也可与联络，只要他能爱国，坚持抗战就行。”
1946年冬，袁孟超帮助李纯青编《大公报》副刊，为“时代青年”专栏写稿。李纯青还推荐袁孟超担任台湾《新生报》驻沪特派员，写报道和通讯。1947年8月上海社会局副局长李剑华介绍去私立上海法学院被聘为经济学教授，讲《银行学》和《经济地理》课。1947年袁孟超在上海参加中国民主革命同盟之后，主编盟机关刊物《远风》。
1949年5月27日上海解放。编译了20万字的《苏联社会主义经济建设论文集》，还编译了15万字的《苏联哲学论文集》，均由上海作家书屋出版。1949年9月20日袁孟超向华东局组织部写了《关于我的组织关系（报告）》，详细报告了脱离党以后的情况，开始提出恢复党籍的要求。1950年私立上海法学院同国立上海商学院合并建立上海财经学院，继续任教授兼任马列教研室主任。1951年12月18日，饶漱石接见了袁孟超，饶指出1934年上海地下党被破坏“怀疑有袁的关系”，拒绝了袁孟超的入党请求。事后饶漱石“感到对袁的怀疑还有问题，并准备在将来审干整党时再行研究。”1954年后受饶漱石反党集团案件牵连被捕入狱。1955年上海市公安局定为‘叛变、充当文化特务’。出狱后袁孟超采取极为慎重的态度，埋头执教，不再发表论文。
1958年9月随上海财经学院40多教师支边到吉林省长春市，在以长春银行学校为主体，由几所干部学校组建的吉林财贸学院任教授、科学研究委员会主任、论（资本论）史（经济学说史）教研室主任。文革期间被打为“历史反革命”。1977年4月平反，在笔记本上写：“今天正式宣布为我平反，推倒康生之流强加给我的诬陷不实之词，我万分感动。壮丽的共产主义事业的理想，使我挺过来了。我终于回到同志们中间，为人民的革命事业，为了美好的未来，我要将自己的有生之年，全部贡献给党和人民，鞠躬尽瘁，死而后己。”1978年后，任吉林财贸学院科研处财经研究室主任、经济研究所名誉所长、全国财经院校《资本论》学会顾问、吉林省《资本论》学会理事、吉林省政治经济学学会理事。在《吉林财贸学院学报》上发表8篇《资本论》研究论文。给第一、二届硕士研究生讲授《资本论》，修改硕士论文。承担吉林省高等院校教师高级职称的评审工作。整理回忆录，为上海、江苏、湖南等地撰写党史资料。
1986年，中共吉林省委对其历史进行重新审查，认为袁孟超同志不属中统特务。1986年9月13日中共吉林省委组织部批准袁孟超入党：“经省委讨论，并报请中央组织部同意，袁孟超同志可以重新入党。重新入党时间从1949年9月要求恢复党籍时算起。”1987年5月3日中共中央组织部下发了《案件复查通报》：“中发[1977]10号文件附件《王洪文、张春桥、江青、姚文元反党集团罪证（材料之二）》，有一个小注涉及袁孟超同志，说他是‘中统特务已宽大处理。’”“袁孟超同志现为吉林财贸学院教授、省政协委员，四川资阳人。1925年加入中国共产党，参加过北伐，后赴莫斯科中山大学学习，回国后曾任江苏省委书记等职。1934年6月在上海被捕。同年11月释放后，被南京特工总部（中统局前身）管制，在此期间曾任俄文翻译、编译股长。从事过文化活动。同时，为革命做过一些有益的工作。1947年参加我党秘密外围组织‘中国民主革命同盟’，进行反蒋活动，营救过被捕的地下党员。”“对他的这段历史，1955年上海市公安局定为‘叛变、充当文化特务’。1981年上海市公安局撤销了这个结论。1986年吉林省委又进行复查，认为袁孟超同志不属中统特务，并批准从1949年9月作为重新入党。”“今后有关报刊、书籍，凡涉及袁孟超同志的历史问题时，应以复查结论为准，不要再引用中发 [1977]10号文件中的附注”。
任吉林省政协第3、5、6届委员，长春市政协第5届委员。1991年1月16日逝世。  